# Etnická hudba
Etnická hudba je označení pro hudební projevy, které produkují a provozují určitá etnika či národy. Zahrnuje jak hudební kulturu předliterárních národů, tak evropskou lidovou hudbu, které stojí v opozici proti individuální umělecké tvorbě. Jako etnická hudba, často pod zkratkou etno, se označuje i world music.